# Crocidura watasei
Crocidura watasei is een zoogdier uit de familie van de spitsmuizen (Soricidae). De wetenschappelijke naam van de soort werd voor het eerst geldig gepubliceerd in 1924 door Nagamichi Kuroda.